# Pyxis di al-Mughira
La pyxis di al-Mughira è una pyxis, ossia una scatola cilindrica, scolpita in avorio e facente parte delle collezioni del Museo del Louvre di Parigi, sebbene attualmente esposta al Louvre Abu Dhabi di Abu Dhabi. Risale al 968, quindi è posteriore al periodo della conquista islamica della penisola iberica da parte del Califfato omayyade.

## Storia
Il contenitore fu realizzato nelle botteghe della città califfale di Madinat al-Zahra', nei pressi di Cordova, capitale della Spagna islamica. Si ritiene potesse essere un regalo iniziatico all'età adulta per il figlio del califfo Abd al-Rahman III, primo califfo di al-Andalus e fondatore della stessa Madinat al-Zahra': precisamente, le fonti storiche riferiscono che il principe identificato sulla pisside come "al-Mughira" fosse Abu al-Mutarrif al-Mughira, figlio del califfo e di una concubina di nome Mushtaq. A confermare tale tesi vi è l'iscrizione posta alla base del coperchio, dove si legge: "Che Allah lo benedica, grazia, gioia e beatitudine su al-Mughira, figlio del Comandante dei Fedeli, possa Allah avere pietà di lui! Tra ciò che è stato compiuto nell'anno 357".
Fu probabilmente realizzata da un maestro di nome Halaf nel 968. Dal 1898 fa parte delle collezioni del Museo del Louvre di Parigi, quando l'istituzione museale la acquistò nella collezione dello storico dell'arte Juan Facundo  Riaño - che a sua volta se ne era impossessato dal marchese Stanislas Baron. Dal 2024 è in prestito al Louvre Abu Dhabi di Abu Dhabi.

### Contesto storico
Abd al-Rahman III fu al potere dal 912 al 961. Durante i primi venticinque anni di regno si impegnò principalmente a consolidare il potere omayyade in territorio andaluso, a partire da Cordova, per estendersi in tutta la penisola iberica. I successi del califfo permise agli Omayyadi di disporre di ampie risorse umane ed economiche, nonostante il fallimentare sistema fiscale, opera di Abd Allah ibn Muhammad, nonno del califfo ed emiro di al-Andalus tra l'888 e il 912.

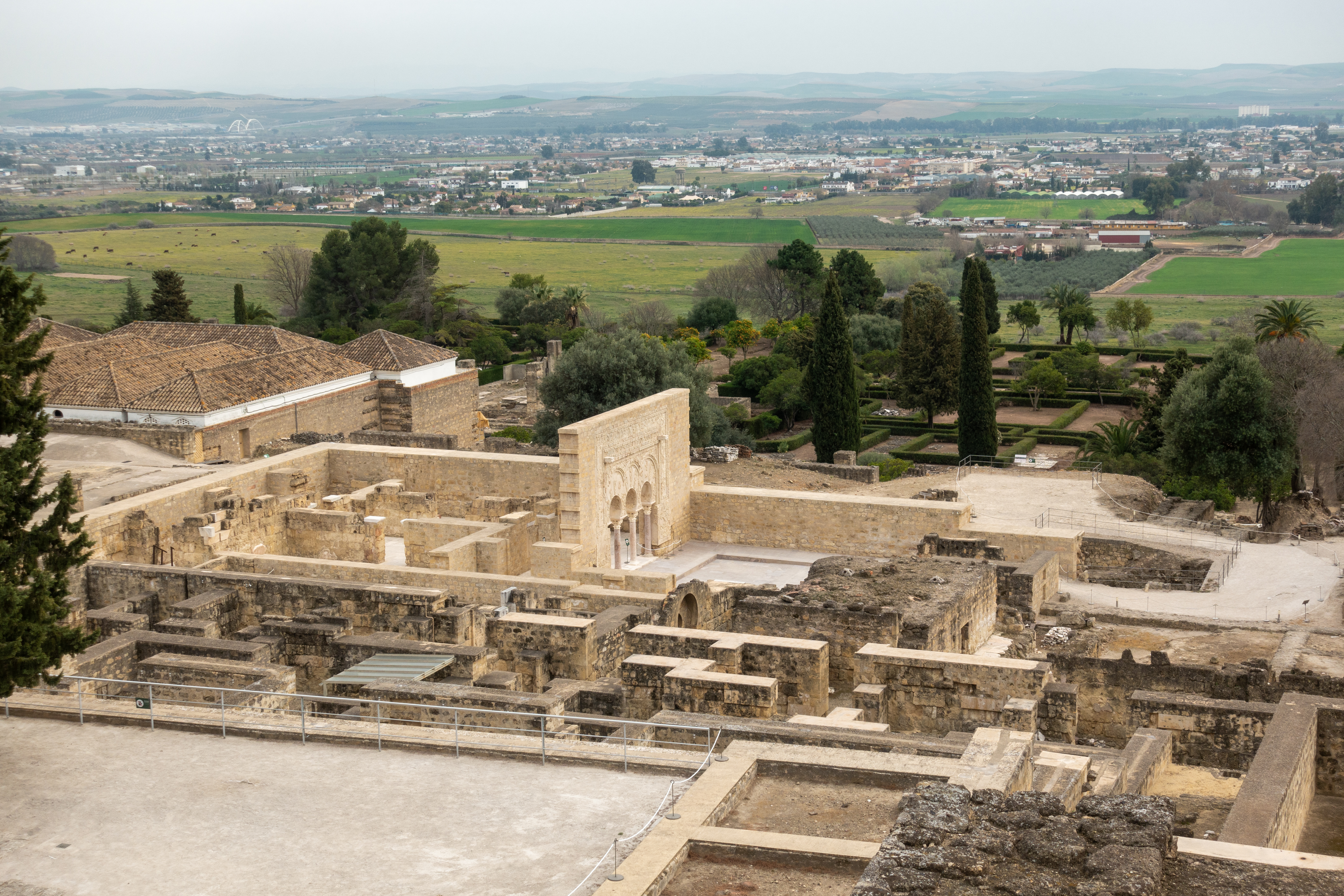
Resti della città califfale di Madinat al-Zahra'.

Il 15 ottobre 961, dopo ben quarantanove anni di regno, Abd al-Rahman III morì all'età di 70 anni e gli succedette il figlio al-Hakam II, fratello di al-Mughira. Il nuovo regno, dal 961 al 976, fu un periodo di grande crescita per influenza politica, economica e soprattutto culturale della Spagna islamica, dentro e fuori dalla penisola. Rappresentò il punto più alto del califfato, tanto per la relativa tranquillità interna quanto per la protezione dei confini; ma soprattutto, per il notevole sviluppo culturale, scientifico e artistico, come nel caso emblematico dell'ampliamento della Grande moschea di Cordova. 
Al-Hakam II, prima di morire, fece giurare fedeltà a suo figlio Hisham II, che sarebbe divenuto suo successore, sebbene in quel momento avesse soltanto undici anni. Quando il califfo morì nel 976, tale giuramento fu disatteso da taluni, in un tentativo di cospirazione per la successione. Gli alti funzionari diedero appoggio alla elezione di al-Mughira, fratello minore di al-Hakam II e ventisettenne all'epoca dei fatti. Il ciambellano Ja'far al-Mushafi, fedele ad al-Hakam II per tutta la vita, riuscì a scongiurare tale tentativo e, con il contributo del visir Muhammad ibn Abī ‘Āmir, del comandante militare al-Ṣiḳlabī e di altri membri della corte, la linea successoria fu ristabilita, come originariamente prestabilito, a favore di Hisham II (difatti, al-Mughira fu assassinato).

## Descrizione
Le pissidi erano note per essere dei recipienti lussuosi e di uso personale, posseduti dai membri delle famiglie reali e pensati solitamente per contenere gemme preziose, gioielli, aromi o profumi; tuttavia, lo scopo specifico della pyxis di al-Mughira non è noto, a causa dell'assenza di tracce di alcun tipo al suo interno. Sebbene l'intera superficie del contenitore sia scolpita in maniera intricata, l'attenzione principale venne rivolta alle figure presenti all'interno dei quattro medaglioni che si trovano lungo la circonferenza.

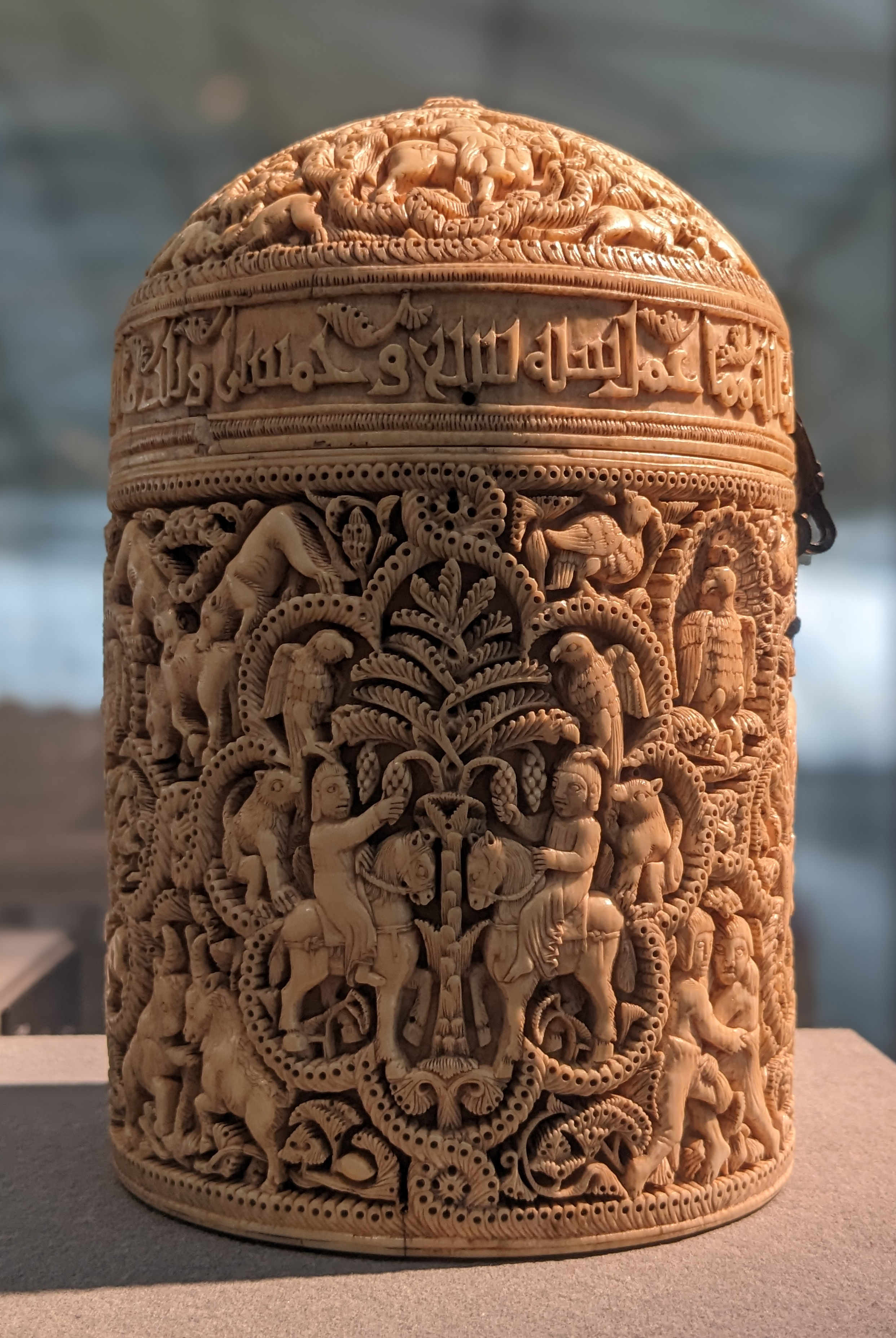
La pyxis sul lato del secondo medaglione.

La parte esterna della pisside è riccamente scolpita in avorio, ricavato da zanne di elefante e importato dal Nordafrica. È possibile che fosse originariamente intarsiata con oro e argento, ma sono visibili attualmente soltanto alcune tracce di giada. Al momento della scoperta la pyxis fu rinvenuta già con dei cardini in metallo che tenevano saldo il coperchio sul contenitore; ciononostante, è certo si tratti di un'aggiunta posteriore, tenuto conto che non vi era spazio per i cardini nella concezione originaria della pisside (e proprio per tale motivo essi distruggono in parte l'iscrizione). A causa di tutte le incertezze, non è possibile intendere con certezza come andava effettivamente chiuso il contenitore, né - quindi - come fosse effettivamente letta l'iscrizione, come distinguere il fronte dal retro o comprendere le relazioni che intercorrevano tra l'iscrizione e le scene sottostanti.
Secondo l'esperta Renata Holod la pisside era un regalo dato ad al-Mughira con un preciso intento comico e ironico, per ricordargli che non sarebbe mai stato il prossimo in linea per il governo. Holod sospetta che il dono non provenisse dal califfo né fosse stato commissionato da al-Mughira; tuttavia, taluni studiosi - come Sophie Makariou - replicano che sarebbe stato molto difficile per un personaggio al di fuori della famiglia reale commissionare un oggetto così costoso, e al solo fine di inviare un messaggio ironico. Perciò, tale tesi risulta poco convincente.

### I quattro medaglioni
Il primo medaglione raffigura la scena di due uomini intenti a raccogliere delle uova dai nidi di falco, animale generalmente considerato come simbolo del potere e della legittimazione omayyade. Gli esperti hanno evidenziato come il parallelismo tra il falco e gli Omayyadi era comune, così come testimoniano la poesia e l'arte dell'epoca. A titolo esemplificativo, Abd al-Rahman ibn Mu'awiya, primo emiro di al-Andalus e restauratore dell'autorità omayyade su quella abbaside, veniva definito "il falcone dei Quraysh" dal califfo abbaside al-Mansur. Poiché entrambe le figure sono morse dai cani si può altresì intuire una velata minaccia per chiunque avesse cercato di rovesciare il potere omayyade. 
Il secondo medaglione ha come protagonisti due cavalieri che raccolgono dei grappoli di datteri da una palma da datteri. Questi alberi sono diffusi principalmente in Medio Oriente e Nordafrica, pertanto la loro presenza potrebbe alludere alle terre orientali, "patria dei palmeti" e perdute contro gli Abbasidi, dinastia che fondò la città di Baghdad e depose il potere omayyade in Siria. Abd al-Rahman I, scampato alla strage di Nahr Abi Futrus - che aveva pressoché cancellato la dinastia omayyade - stabilì l'autorità degli stessi Omayyadi nella penisola iberica e adoperò l'immagine della palma da dattero come un simbolo nostalgico ed evocativo nella sua poesia. Taluni hanno suggerito che l'intreccio dei rami dell'albero sta ad indicare i rami gemelli della dinastia omayyade, da cui sarebbero "scaturiti tanto la profezia quanto il califfato", secondo quanto afferma il panegirista Hasan al-Tubni.

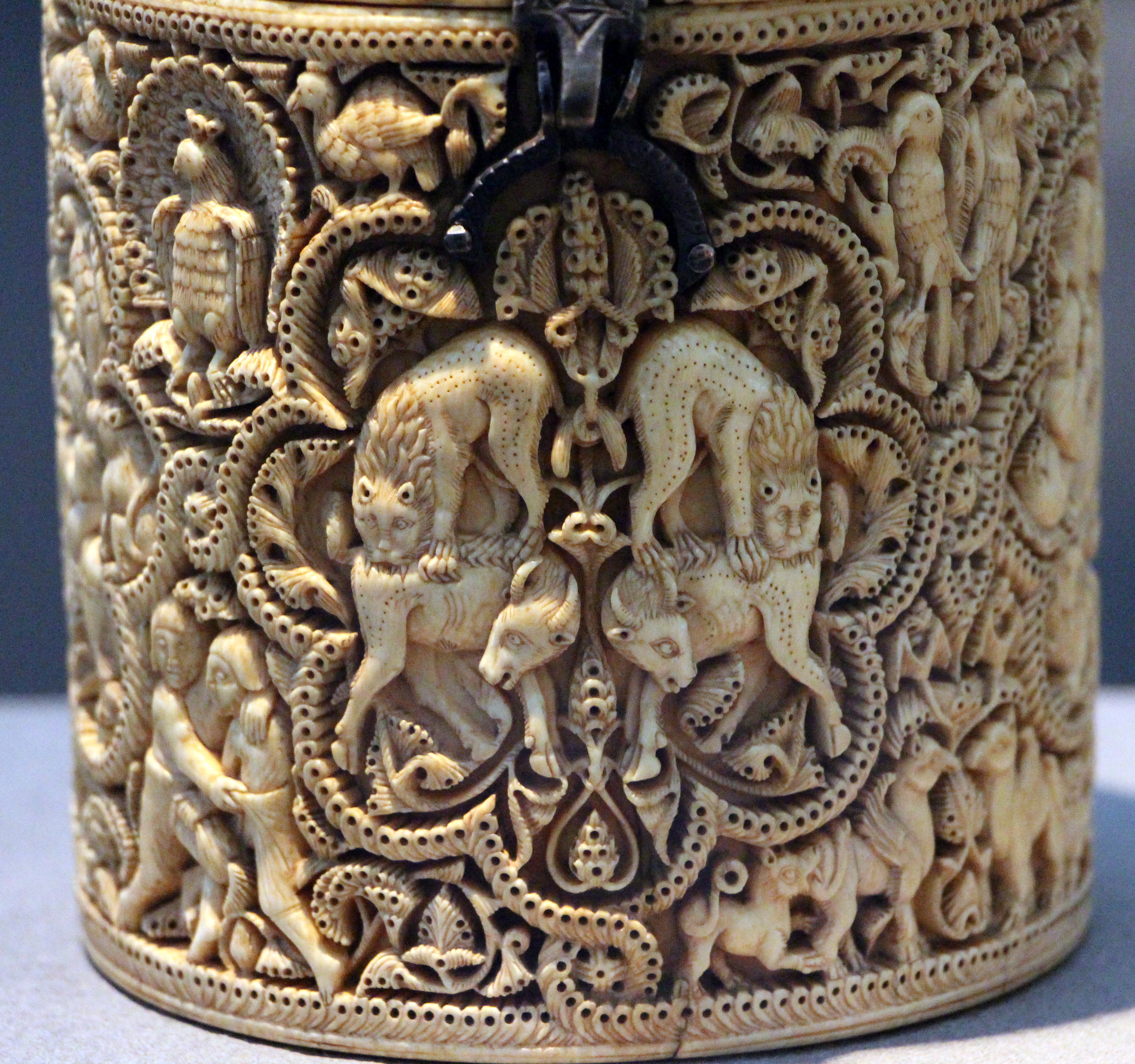
Dettaglio del quarto medaglione.

Il terzo medaglione mostra una scena musicale di corte, con la presenza di due figure sedute che fiancheggiano un terzo personaggio centrale, presumibilmente un servitore a causa delle sue dimensioni ridotte. Una delle persone tiene uno scettro intrecciato e la boccetta, mentre l'altra impugna un ventaglio. Il significato di questo medaglione è piuttosto controverso, sebbene secondo alcuni studiosi l'uomo con lo scettro simboleggi il califfato omayyade, mentre la figura con il ventaglio quello abbaside. Secondo lo storico dell'arte Francisco Prado-Vilar questa scena rappresenterebbe una cerimonia svoltasi nella corte di al-Hakam II, la cui riproduzione avrebbe avuto una precisa rilevanza politica nei confronti di al-Mughira, come una sorta di promemoria per la continuità e la solidità della dinastia.
Il quarto medaglione è l'unico che rappresenta un'immagine ben nota di potere, attraverso due tori e due leoni in lotta tra loro. Alcuni studiosi, tra cui gli accademici del Louvre e la storica dell'arte Eva Baer, hanno interpretato questa composizione come un messaggio di autorità e legittimazione dei califfi omayyadi, in netta competizione con gli abbasidi che regnavano a Baghdad. Prado-Vilar lega questa scena alle favole che venivano raccontate, all'epoca, soprattutto ai giovani della corte reale, per dare loro degli insegnamenti di vita. Tenendo a mente le vicende narrate nella raccolta di favole Kalila wa-Dimna, al-Mughira avrebbe dovuto riflettere sul simbolismo delle "conseguenze tragiche dell'ascoltare i cattivi consigli da coloro che tramavano per far sì che egli cospirasse contro la discendenza del fratello". In altre parole, si trattava di un modo attraverso cui il califfo cercava di mantenere al-Mughira nel suo ruolo secondario, senza alcun tentativo di conquista o usurpazione del potere.